# Karl Gitzoller
Karl Gitzoller (né le 1er janvier 1905 à Strobl, mort le 26 août 2002 à Weissenbach an der Triesting) est un résistant autrichien au nazisme.

## Biographie
Gitzoller fait un apprentissage de monteur de machines de 1921 à 1923. Il travaille dans diverses entreprises de Salzbourg, plus tard dans le Tyrol dans la construction de routes et dans une briqueterie. En 1931, il se marie et aura deux filles.
Jusque-là, Gitzoller ne s'intéresse pas à la politique. Il change après la guerre civile autrichienne en février 1934. Grâce à sa connaissance de Sepp Plieseis, il entre en contact avec des groupes locaux communistes alors illégaux. Gitzoller commence à s'impliquer dans la politique dans le cadre des cours de formation organisés par Franz Jaritsch. Après l'Anschluss, il est finalement appelé au service militaire en 1939. Cependant, il ne rejoint pas la Wehrmacht, mais est enrôlé dans les usines de Steyr et doit travailler dans la production d'armements. Cela est conforme aux actions du régime à l'époque avec des personnes jugées politiquement trop peu fiables pour l'armée, mais contre lesquelles trop peu de preuves sont disponibles pour les emprisonner.
À Steyr également, Gitzoller est rapidement en contact avec les groupes de résistance locaux parmi les ouvriers, en particulier avec Albert Schwarz. Entre autres, il réalise des collectes pour le Secours rouge international, mais cela conduit à son arrestation en octobre 1942. Avec cinq autres camarades, il est transféré de Steyr en train au tribunal de district de Wels. Cependant, il réussit à s'échapper sur le chemin de la gare de Wels au palais de justice. Il se cache à Attnang pendant huit jours, puis tente de se rendre au Salzkammergut.
Karl Gitzoller arrive finalement à Bad Ischl à vélo, où il contacte Resi Pesendorfer, dont il espérait obtenir l'aide. La Villa Waldhütte vide, où Pesendorfer est employée comme femme de ménage, est trouvée comme cachette. Après l'hiver, il se cache dans les montagnes et passe la nuit dans des cabanes alpines vides et dans une grotte. Il se nourrit en braconnant, une tradition de résistance contre les autorités qui fut longtemps cultivée dans le Salzkammergut. De plus, il peut compter sur le soutien de la vallée, où quelques femmes en particulier ont monté un réseau carrément secret pour s'occuper des hommes cachés.
En octobre 1943, avec Resi Pesendorfer et Agnes Primocic, il est impliqué dans la libération de Sepp Plieseis du sous-camp de Vigaun, près de Hallein. Il l'attend près du camp, l'amène dans les montagnes ; ils traversent le massif du Salzkammergut et atteignent l'Attersee. Sur le chemin d'Ischl, cependant, Gitzoller se fait tirer dessus près du camp de prisonniers de guerre de Mitterweißbach à la fin du mois de novembre et est blessé à la jambe. Il s'échappe et se cache dans la famille de Raimund Zimpernik à Aigen-Voglhub. Plus tard, il se cache dans sa ville natale de Strobl et à Sankt Wolfgang am Wolfgangsee, ainsi que les montagnes alentour.
Après la fin de l'hiver 1943-1944, Gitzoller se rend dans les montagnes avec Sepp Plieseis et Alois Straubinger et ils installent le refuge partisan "Igel" dans le massif mort, qui devient alors la base du groupe de résistance Willy-Fred. Autour de ce petit groupe, un nombre croissant de réfugiés et de soldats se rassemblent au cours de 1944. Le groupe se développe rapidement et jusqu'à 30 partisans armés vivent bientôt à Igel, et un nombre encore plus grand est dispersé sur les pâturages alpins et caché avec des personnes de contact dignes de confiance. Au total, jusqu'à 500 personnes appartiennent au groupe fin 1944.
Après la fin de la Seconde Guerre mondiale, Gitzoller reprend son travail de monteur de machines et quitte le Salzkammergut en direction de la Basse-Autriche. Il travaille d'abord à Weißenbach, puis à Hirtenberg et plus tard dans l'usine de tissus de Pottenstein. En raison de son chômage dans les années 1930 et des nombreuses années de vie clandestine pendant la Seconde Guerre mondiale, qui ne sont pas comptabilisées dans sa pension, il doit rester employé jusqu'à la vieillesse. Ce n'est que des décennies après la guerre que son mérite en tant que combattant actif de la résistance contre le nazisme trouve une reconnaissance officielle et il reçoit une compensation de la république dans les dernières années de sa vie.
Il passe les dernières années avec sa femme à Neuhaus an der Triesting, une petite ville à la lisière des bois de Vienne.
Des parties de sa biographie à l'époque d'Igel sont filmées en 1990 dans le téléfilm Am Ende eines langen Winters, dont le scénario provient de Walter Wippersberg et est basé sur les confessions d'Albrecht Gaiswinkler. En 2006, l'écrivain Franzobel adapte l'histoire du groupe de résistance Willy-Fred dans sa pièce Hirschen, dans laquelle Karl Gitzoller n'est pas nommé.